# Ignești (gmina)
Ignești – gmina w Rumunii, w okręgu Arad. Obejmuje miejscowości Ignești, Minead, Nădălbești i Susani. W 2011 roku liczyła 679 mieszkańców.